# Cornelio Frangipane il Giovane
Cornelio Frangipane di Castello, noto come il Giovane o il Veneziano a causa dell'omonimia con uno zio e come Claudio Cornelio, come usava firmarsi nelle proprie opere (Tarcento, 16 novembre 1553 – Venezia, 30 maggio 1643), è stato un giurista, astrologo e poeta italiano.

## Biografia
Nato a Tarcento, terzogenito di cinque fratelli, nel 1553 da Emilia Pancera ed Ortensio, studiò letteratura a Udine, poi filosofia a Bologna e diritto a Padova, dove si sarebbe laureato intorno al 1575. Nel 1569 il padre restò vittima di una faida; l'anno successivo compose un opuscolo in poesia assieme a Gianfrancesco Deciani, il Psalmus ad implorandum divinum auxilium in bello (Salmo per invocare l'aiuto divino nella guerra), dove con "guerra" bisogna intendere quella contro i Turchi. Noto sin da giovine in campo astrologico, pubblicò nel 1573 un Discorso intorno ad una stella apparsa l'anno precedente nella costellazione Cassiopea, opera però dal profilo prevalentemente letterario e che fu criticata dagli astrologi contemporanei, con particolare veemenza da Tycho Brahe; nel volume si profetizzavano la prossima morte d'un sovrano e l'ascesa al potere di un altro che avrebbe pacificato il mondo, sconfiggendo l'Impero ottomano e convertendo gli ebrei, eventi di cui si credette di vedere la realizzazione nel 1574 nelle figure di Carlo IX di Francia e del suo successore Enrico III, per il quale Frangipane nello stesso anno fu autore d'un oroscopo particolarmente favorevole e del Proteo, pastor del mare, tragedia musicata da Claudio Merulo. Terminati gli studi, fuggì nel 1575 da Padova nella natale Tarcento, a causa d'una epidemia di peste che mieté vittime anche all'interno della sua famiglia, sulla qual pestilenza l'anno successivo scrisse un volume; salvatosi dal morbo, compose il Carmen in aedem divi Rochi in lamina argentea excisum  (Carme inciso su lamina argentea per la chiesa di San Rocco), di ventotto esametri, per un ex voto, dopodiché la sua penna tacque per più di trent'anni, eccezion fatta per una composizione poetica di soli trentanove versi.
Nel 1581 fu arrestato assieme ad un fratello ed allo zio Cornelio Frangipane il Vecchio con l'accusa di aver mozzato naso e orecchie ad un contadino perché irrispettoso; a seguito di ciò, pur scagionato, abbandonò la Serenissima, viaggiando nel Sacro romano impero, in Ispagna e in Francia; fu anche a Roma, dove esplorò gli archivi papali e probabilmente studiò alcuni manoscritti che utilizzò per l'edizione da lui curata delle epistole di Cicerone, uscita per Aldo Manuzio il Giovane. Tornato nella repubblica, esercitò la professione legale, cominciando nel 1587 a raccogliere appunti giuridici; fu assistente giudiziario del podestà di Brescia e, dal 1592, consulente del governo veneziano nelle faccende ecclesiastiche, occupandosi anche di certe questioni concernenti i confini dello stato. Suoi alcuni scritti contro le opere dei detrattori di Venezia, mai editi, al contrario del Per la storia di papa Alessandro III, trattatello del 1615 che intendeva sostenere l'avvenuta concessione del mar Adriatico alla città lagunare da parte del detto pontefice nel 1177, confutando la tesi di Cesare Baronio.
Sempre nel 1615 fu accusato d'aver rubato un fascicolo alla Cancelleria segreta, venendo così sospeso dalla propria posizione e confinato a Treviso, dove si diede nuovamente alla letteratura, con la composizione, nel 1616 dell'Oracolo del felice principato del serenissimo Giovanni Bembo principe di Venetia. Nel medesimo anno, nonostante la guerra in corso, con il favore di Paolo Sarpi poté recarsi a Graz per ricevere l'eredità d'un suo zio di nome Antigono. Nel 1521, graziato, riottenne il ruolo che ricopriva prima del 1615; nei primi anni '20 compose anche due testi poetici, In assumptionem serenissimi Francisci Contareni principis Venetiarum  (1623) e Stilographiae principum Venetiarum  (1625). Fu riabilitato dalle accuse nel 1628, ricevendo gli stipendi arretrati; si trasferì poi nel convento di San Francesco della Vigna, al quale lasciò in eredità la propria biblioteca, composta da più di seicentocinquanta volumi. Morì a Venezia nel 1643.
Fu membro dell'Accademia degli Incogniti